# Филимонов, Геннадий Фёдорович
Геннадий Фёдорович Филимонов (31 июля [13 августа] 1913, Ижевский завод, Вятская губерния — 17 января 1996, Пермь) — советский работник промышленности, строитель, управляющий строительно-монтажным трестом № 7 Главзападуралстроя Пермской области, Герой Социалистического Труда (1982).

## Биография
Родился 31 июля (по другим данным 29 июля) 1913 года в Ижевске. Рано осиротев, Геннадий воспитывался в детском доме. Трудовую деятельность начал в 1928 году рабочим на стройке. После окончания Свердловского строительного техникума, работал техником-конструктором. Затем учился в Уральском индустриальном институте, по окончании которого был направлен в Московскую область на завод «Электросталь». Член ВКП(б)/КПСС с июня 1940 года.
В годы Великой Отечественной войны Геннадий Фёдорович работал старшим инженером, начальником проектного отдела, главным инженером на заводе № 701 в городе Чебаркуль Челябинской области, позже — главным инженером треста «Омутнострой» в городе Омутнинск Кировской области. Только после окончания войны, в 1947 году, вернулся на Урал и стал главным инженером управления «Трубстрой» на строительстве Первоуральского трубопрокатного завода (ныне — Первоуральский новотрубный завод).
С 1954 года последующая деятельность Г. Ф. Филимонова была связана с Пермской областью. Он был главным инженером треста № 3 в Губахе, главным инженером управления строительства КамГЭСстроя, главным инженером и управляющим трестом № 11 в Перми, начальником управления строительства Пермского совнархоза. После реорганизации совнархозов в СССР, был переведен в аппарат Главзападуралстроя и вскоре назначен начальником Пермского управления строительства. С 3 мая 1963 года по 26 августа 1983 года он возглавлял строительно-монтажный трест № 7 Главзападуралстроя.
На пенсию Геннадий Фёдорович Филимонов вышел 26 августа 1983 года. Проживал в Перми. Умер 17 января 1996 года в Перми. Похоронен на Южном кладбище города.
23 марта 2011 года на здании управления ОАО «Трест № 7» (улица Нефтяников, 27) Г. Ф. Филимонову была установлена памятная доска с его барельефом, на которой сказано: «В этом здании работал в 1963—1983 г.г. управляющий строительно-монтажным трестом № 7 Герой Социалистического Труда, почетный гражданин города Перми, заслуженный строитель РСФСР Геннадий Федорович Филимонов».

## Награды
- Указом Президиума Верховного Совета СССР от 22 июня 1982 года Филимонову Геннадию Фёдоровичу было присвоено звание Героя Социалистического Труда с вручением ордена Ленина и золотой медали «Серп и Молот».[3]
- Также был награждён орденом Октябрьской Революции (1974), двумя орденами Трудового Красного Знамени (1958 и 1966) и медалями, в числе которых «За трудовую доблесть» и «Ветеран труда» (1977).
- Заслуженный строитель РСФСР, Отличник здравоохранения[4].
- Почетный гражданин города Перми (1992).